# Aparaty elektryczne
Aparaty elektryczne (elektroenergetyczne) − grupa przyrządów głównie elektromechanicznych, ale także elektromagnetycznych, elektronicznych lub mieszanych, które pełnią funkcje:
- łączeniowe (włączanie i wyłączanie prądu),
- pomiarowe (np. wielkości elektrycznych),
- przeciwprzepięciowe,
- ograniczanie prądów zwarciowych,
- innego rodzaju np. rozruchowo-regulacyjne itp.

Aparaty elektryczne to wszystkie te elementy elektryczne jakiegoś zespołu urządzeń elektroenergetycznych, które nie służą do wytwarzania i przetwarzania energii elektrycznej, a więc nie należą do maszyn elektrycznych, transformatorów, prostowników, akumulatorów  itp. Obok terminu aparat stosuje się również termin przyrząd. Niekiedy wiąże się pojęcie przyrządu z aparatami prostszymi lub mniejszymi.
Nieco inną definicję aparatu podaje międzynarodowa norma IEC 60050, która brzmi następująco − urządzenie lub układ urządzeń mogący być użyty jako niezależna jednostka wykonująca określoną funkcję.
Podstawowe cechy aparatów elektrycznych to:
- przewodzenie prądów roboczych i zakłóceniowych,
- izolowanie elektryczne części pod napięciem od uziemionych,
- łączenie prądów roboczych, zwarciowych i nietypowych roboczych,

Do aparatów elektrycznych zalicza się:
- zabezpieczenia elektryczne
- łączniki elektryczne,
- kondensatory energetyczne
- rozdzielnice prefabrykowane
- aparaty do celów pomiarowych:
  - przekładniki prądowe, napięciowe lub kombinowane
  - dzielniki napięcia
  - boczniki
  - transduktory
  - układy halotronowe
- ograniczniki przepięć,
- dławiki zwarciowe,
- rozdzielnice jako element zestawu,
- inne: 
  - gniazda
  - styki